# نیکشیچ (باتوچینا)
نیکشیچ (به صربی: Nikšić) یک منطقهٔ مسکونی در صربستان است که در باتوچینا واقع شده‌است.